# Byambyn Tüvshinbat
Byambyn Tüvshinbat (Ulan Bator, 27 marzo 1987) è un pugile mongolo.

## Palmarès
- Campionati asiatici

Ulan Bator 2007: argento nei pesi superleggeri.
Incheon 2011: argento nei pesi welter.
Bangkok 2015: argento nei pesi welter.
Tashkent 2017: argento nei pesi welter.